# Something from Nothing (Foo Fighters)
Something from Nothing è un singolo del gruppo musicale statunitense Foo Fighters, pubblicato il 16 ottobre 2014 come primo estratto dall'ottavo album in studio Sonic Highways.

## Descrizione
Traccia d'apertura di Sonic Highways, Something from Nothing è stata sviluppata e registrata interamente negli studi della Electrical Audio di Steve Albini a Chicago ed è stata utilizzata come colonna sonora della serie televisiva Foo Fighters: Sonic Highways, ideata dal frontman del gruppo Dave Grohl per presentare l'ottavo album in studio e insieme rendere omaggio, nel ventesimo anniversario dalla formazione del gruppo, alla musica americana.
Proprio nella Windy City viene girato il primo episodio, in cui viene raccontata la produzione del brano, insieme all'esposizione delle radici musicali della città. Al brano hanno inoltre contribuito Rick Nielsen, chitarrista e compositore dei Cheap Trick, e il collaboratore del gruppo Rami Jaffee.
Secondo Daniel Kreps di Rolling Stone, alcune parti del testo sembrano fare riferimento al Grande incendio di Chicago.

## Video musicale
Il video, pubblicato il 19 ottobre 2014 attraverso il canale YouTube dei Foo Fighters, mostra questi ultimi eseguire il brano all'interno di uno studio di registrazione. In esso, oltre alla presenza delle parole del testo, hanno fatto la loro apparizione anche Rami Jaffee e Rick Nielsen.
Il 20 novembre 2014 Rolling Stone ha pubblicato un video della versione acustica del brano, eseguita dal solo Dave Grohl e diretto da Sam Jones.

## Tracce
Download digitale, CD promozionale (Australia, Giappone, Italia, Stati Uniti)
1. Something from Nothing – 4:49

CD promozionale (Paesi Bassi)
1. Something from Nothing (Radio Edit) – 4:32

CD promozionale (Regno Unito)
1. Something from Nothing (Radio Edit Clean) – 4:31
2. Something from Nothing – 4:48

## Formazione
Gruppo
- Dave Grohl – voce, chitarra, cori
- Taylor Hawkins – batteria, cori
- Nate Mendel – basso
- Chris Shiflett – chitarra
- Pat Smear – chitarra

Altri musicisti
- Rami Jaffee – clavinet, organo, mellotron
- Rick Nielsen – chitarra baritona

Produzione
- Butch Vig – produzione
- Foo Fighters – produzione
- James Brown – registrazione, missaggio
- Dakota Bowman – assistenza tecnica
- John "Lou" Lousteau – assistenza tecnica
- Gavin Lurssen – mastering
- Reuben Cohen – mastering
- Jon San Paolo – assistenza tecnica
- Greg Norman – assistenza tecnica

## Classifiche

### Classifiche settimanali
| Classifica (2014)                | Posizione massima |
| -------------------------------- | ----------------- |
| Australia                        | 53                |
| Austria                          | 75                |
| Belgio (Fiandre)                 | 42                |
| Belgio (Vallonia)                | 69                |
| Canada                           | 63                |
| Canada (rock)                    | 1                 |
| Finlandia                        | 22                |
| Germania                         | 100               |
| Nuova Zelanda                    | 32                |
| Paesi Bassi                      | 57                |
| Portogallo                       | 45                |
| Regno Unito                      | 73                |
| Regno Unito (rock & metal)       | 1                 |
| Stati Uniti                      | 101               |
| Stati Uniti (alternative)        | 1                 |
| Stati Uniti (mainstream rock)    | 1                 |
| Stati Uniti (rock & alternative) | 8                 |

### Classifiche di fine anno
| Classifica (2014)                | Posizione |
| -------------------------------- | --------- |
| Stati Uniti (rock & alternative) | 95        |
| Classifica (2015)                | Posizione |
| Stati Uniti (alternative)        | 20        |
| Stati Uniti (mainstream rock)    | 14        |
| Stati Uniti (rock & alternative) | 46        |

## Date di pubblicazione
| Paese  | Data di pubblicazione | Formato           |
| ------ | --------------------- | ----------------- |
| Mondo  | 16 ottobre 2014       | Download digitale |
| Italia | 17 ottobre 2014       | Airplay           |